# Пилипенко, Валентина Григорьевна
Валентина Григорьевна Пилипенко (10 декабря 1972) — российская футболистка, защитница. Мастер спорта России (1994).

## Биография
Воспитанница украинского спорта (с. Петровцы Миргородского района Полтавской области).
В 1992 году выступала в высшей лиге России за команду «Седин-Шисс» Краснодар. На следующий год перешла в воронежскую «Энергию», где провела два сезона. В 1993 года стала обладательницей Кубка России, в 1994 году — финалисткой Кубка. После ухода из «Энергии» снова выступала за краснодарский клуб, переименованный в «Кубаночку».
После окончания спортивной карьеры живёт в Краснодаре. Работала в группе подготовки резерва ФК «Кубань».